# Rézkígyó

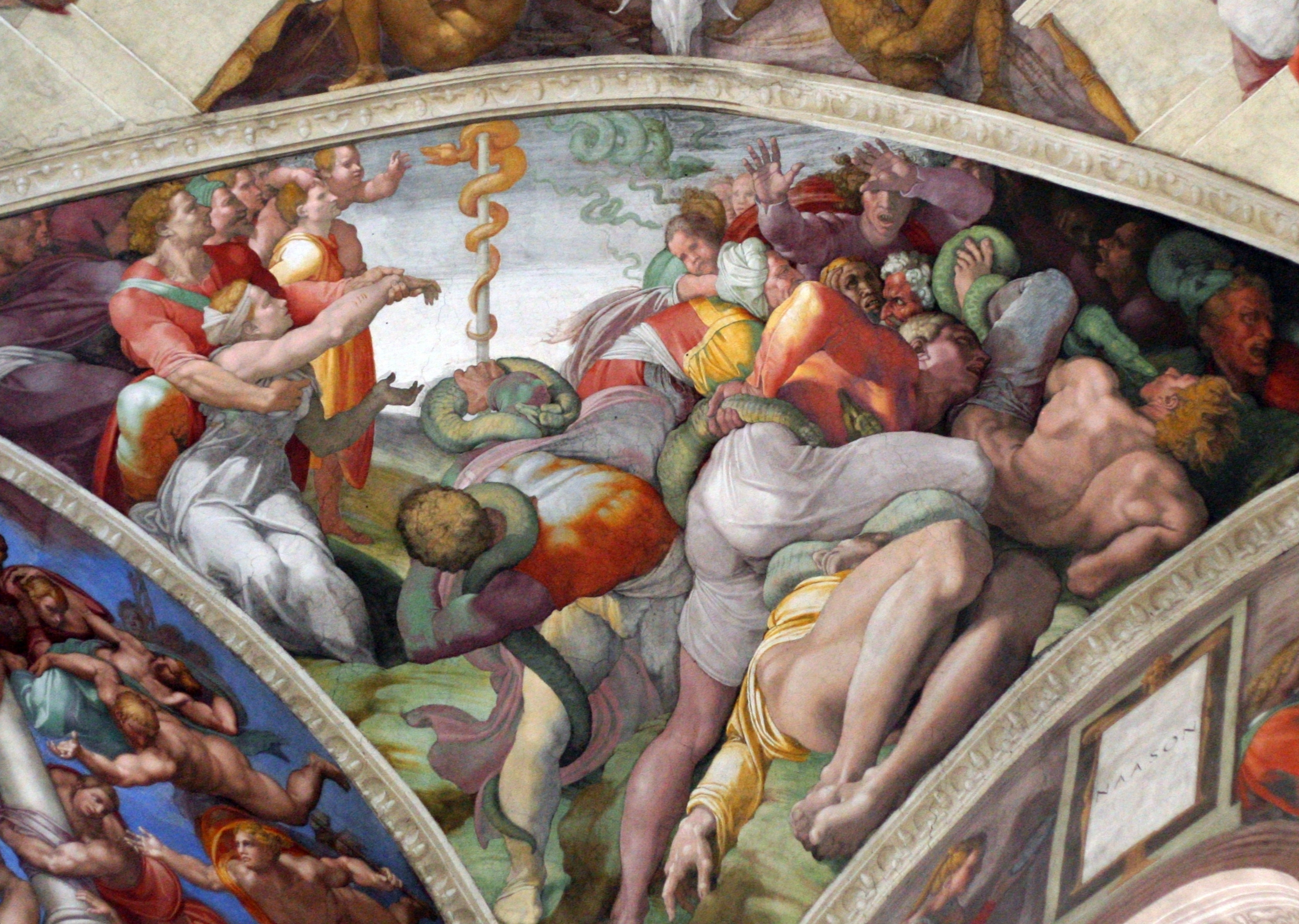
A megfeszített kígyó ábrázolása a Sixtus-kápolna mennyezetfreskójának részletén

A rézkígyót a Biblia említi, amikor Mózes a moábiták felé tartó úton mérges kígyók között kellett vezetnie a zsidó népet. Isten (Jahve) parancsot adott Mózesnek egy rézkígyó megalkotására és póznára való felerősítésére.
„S az Úr válaszol Mózesnak: csinálj egy tüzes kígyót, s erősítsd egy póznára. Akit marás ért és rátekint, életben marad! Mózes tehát csinált egy rézkígyót, és egy póznára tette. Akit megmartak a kígyók, de föltekintett a rézkígyóra, az életben maradt.”

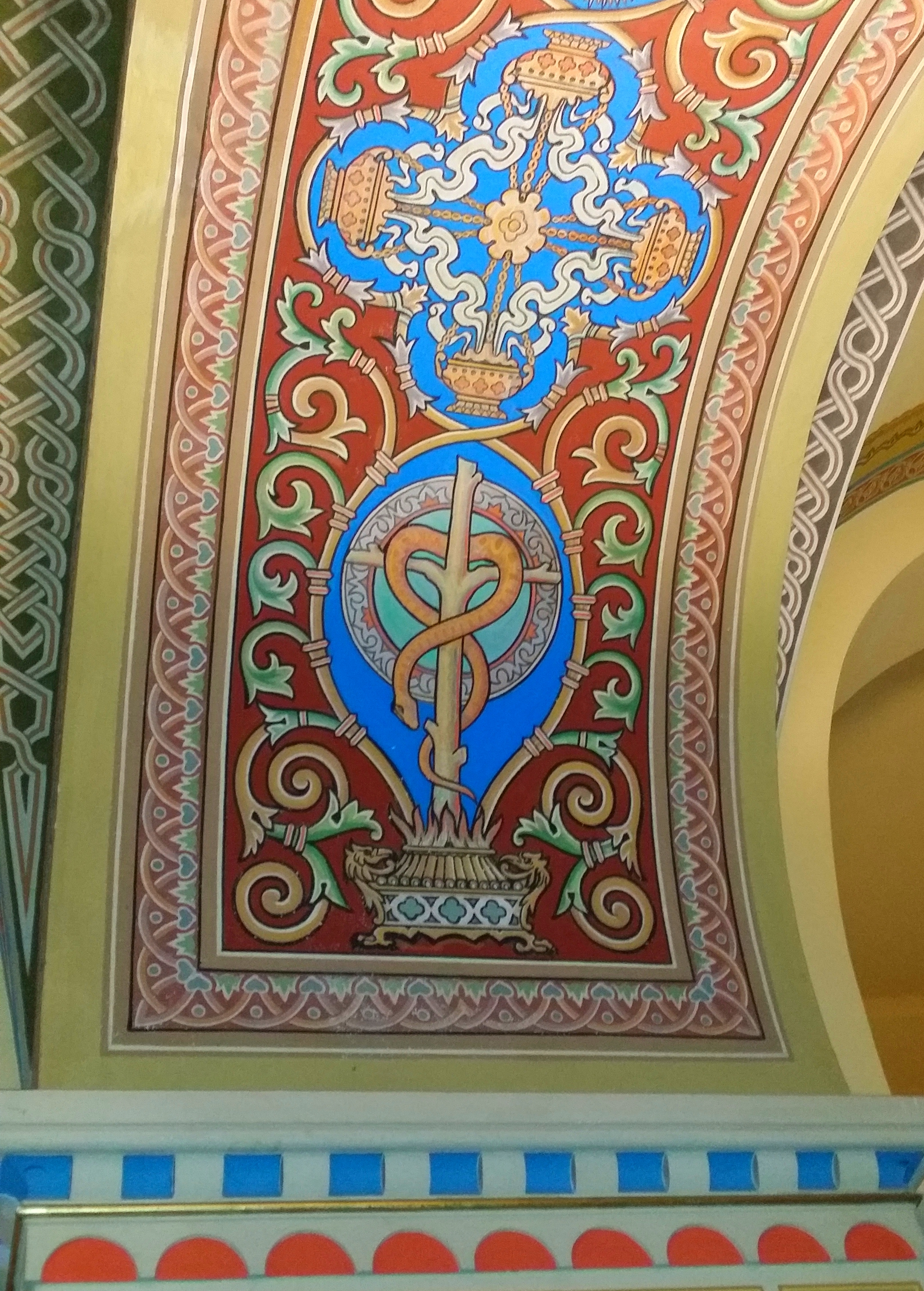
A megfeszített kígyó ábrázolása a Szegedi Fogadalmi Templomban

Zsidó hagyomány szerint, ha feltekintettek és szívükben Isten szeretete volt attól gyógyultak meg, és nem a rézkígyó látványa miatt. Zavarba ejtő, hogy éppen Mózes csinál egy állatszobrot, amikor avval kezdi meg a zsidó nép tanítását, hogy elpusztítja az aranyborjút, és a vándorlás vége felé ő maga épít egy rézkígyót. Ez nyilvánvalóan a mózesi negyedik paranccsal lenne ellentétben, mely így szól: „Ne készíts magadnak szobrot, sem semmilyen (kép)mást.” Az ellentmondás feloldása a parancsolat folytatásában keresendő: „Ne borulj le nekik és ne engedd, hogy szolgálatukra kényszeríttess”, a rézkígyó esetében ugyanis készítésekor erről nem volt szó. A kígyó még hatszáz évvel készítése után is megvolt és illatáldozatot mutattak be előtte, ekkor törette össze Ezékiás király.
Krisztus is megemlíti a János evangéliumában, itt már "megfeszített kígyóként" szerepel: „Senki sem ment föl a mennybe, csak aki alászállt a mennyből: az Emberfia (aki a mennyben van). Amint Mózes fölemelte a kígyót a pusztában, úgy fogják fölemelni az Emberfiát is, hogy aki hisz benne, az el ne vesszen, hanem örökké éljen.”
A keresztény magyarázat szerint a rézkígyó előképe Krisztus megváltó keresztjének, bajelhárító jelkép-motívum, a pogányság feletti győzelem szimbóluma, és gyógyulást hoz annak, aki hisz a gyógyító Krisztusban.

## A rézkígyó mint a Biblián kívül felhasznált jelkép

Rézkígyó ábrázolás Makó címerében

- Makó címerében találhatjuk a rézkígyó ábrázolást
- A gyógyszertárak előszeretettel választják a feltekeredett kígyót jelképnek. Ezért a gyógyítás, az orvosság jelképe is.